# Sandy Spit
Sandy Spit est un îlot inhabité des îles Vierges britanniques dans les Caraïbes situé entre Sandy Cay et Green Cay. Il mesure moins d'un acre en superficie et consiste en un simple anneau de plage entourant un peu de végétation. Sandy Spit est le stéréotype de l'île déserte paradisiaque et a déjà été utilisé pour des campagnes de publicité.